# Майкл Данна
Майкл Данна (англ. Mychael Danna; 20 вересня 1958) — канадський кінокомпозитор, лавреат премій «Золотий глобус», і «Оскар» і «Еммі».

## Біографія
Данна народився у Вінніпезі, штат Манітоба, але його сім'я переїхала до Берлінгтона, Онтаріо, коли йому було чотири тижні.
Вивчав музичну композицію в Торонтському університеті, вигравши стипендію Глена Гулда в 1985 році.
Протягом п'яти років працював композитором в планетарії Маклафліна в Торонто (1987—1992). У червні 2014 отримав почесний ступінь доктора університету Торонто за досягнення в музиці.
Як кінокомпзитор дебютував у 1987 році в фільмі «Сімейний перегляд», що принесла йому першу номінацію на премію «Геній». Пізніше Данна вигравав цю премію 5 разів (з 13 номінацій). Данна визнаний одним з першопрохідців поєднання незахідних джерел звуку з оркестровим та електронним мінімалізмом у світі кіно музики. Співпрацював такими з режисерами, як AТеррі Гілліам, Енг Лі, Джеймс Менголд, Джоель Шумахер і Дензел Вашингтон та іншими. Його саундтрек до фільму « Життя Пі» Енга Лі отримав дві номінації на премію «Оскар» за найкращу музику до кінофільму та найкращу оригінальну пісню для «Пісеньки Пі» .

## Фільмографія
| Рік  | Назва                                          | Примітки |
| ---- | ---------------------------------------------- | --- |
| 1987 | Сімейний перегляд                              | |
| 1987 | Caribe                                         | |
| 1988 | Вбивство                                       | |
| 1988 | Кровні стосунки                                | |
| 1989 | Speaking Parts                                 | |
| 1989 | Road to Avonlea                                | телесеріал |
| 1989 | One Man Out                                    | |
| 1989 | Cold Comfort                                   | |
| 1989 | Without Work: Not by Choice                    | короткометражний |
| 1989 | Termini Station                                | |
| 1990 | Still Life: The Fine Art of Murder             | |
| 1991 | The Adjuster                                   | |
| 1991 | Johann's Gift to Christmas                     | телесеріал |
| 1991 | Montréal vu par…                               | segment: «En passant» |
| 1991 | The Big Slice                                  | |
| 1993 | Hush Little Baby                               | телевізійний фільм |
| 1993 | Gross Misconduct                               | телевізійний фільм |
| 1993 | Ordinary Magic                                 | |
| 1994 | Exotica                                        | |
| 1994 | The Darling Family                             | |
| 1994 | Narmada: A Valley Rises                        | докуметнальний |
| 1994 | Dance Me Outside                               | |
| 1995 | Джонні-Мнемонік                                | |
| 1996 | Dangerous Offender: The Marlene Moore Story    | телевізійний фільм |
| 1996 | Kama Sutra: A Tale of Love                     | |
| 1996 | Lilies                                         | |
| 1997 | The Ice Storm                                  | |
| 1997 | The Sweet Hereafter                            | |
| 1998 | At the End of the Day: The Sue Rodriguez Story | |
| 1999 | Святі з нетрів                                 | з братом Джеффом Данна |
| 1999 | Перерване життя                                | |
| 1999 | Don't Think Twice                              | короткометражний |
| 1999 | Ride with the Devil                            | |
| 1999 | Felicia's Journey                              | |
| 1999 | 8MM                                            | |
| 1999 | The Confession                                 | |
| 2000 | Чужий квиток                                   | |
| 2001 | Серця в Атлантиді                              | |
| 2001 | Monsoon Wedding                                | |
| 2001 | Прокат                                         | |
| 2001 | Green Dragon                                   | з братом Джеффом Данна |
| 2002 | Antwone Fisher                                 | |
| 2002 | The Guys                                       | |
| 2002 | Ararat                                         | |
| 2003 | Той, що йде у снігах                           | |
| 2003 | Афера Стівена Гласса                           | |
| 2003 | Халк                                           | |
| 2004 | Being Julia                                    | |
| 2004 | Vanity Fair                                    | |
| 2005 | Sohni Sapna                                    | |
| 2005 | Eve and the Fire Horse                         | |
| 2005 | Tideland                                       | з братом Джеффом Данна |
| 2005 | Water                                          | Премія «Геній» за кращу музику до кінофільму |
| 2005 | Капоте                                         | |
| 2005 | Where the Truth Lies                           | |
| 2005 | Aurora Borealis                                | |
| 2006 | The Nativity Story                             | |
| 2006 | Маленька міс Щастя                             | |
| 2006 | Самотні серця                                  | |
| 2007 | Тримай хвилю!                                  | |
| 2007 | Breach                                         | |
| 2007 | Перелом                                        | з братом Джеффом Данна |
| 2008 | Adoration                                      | |
| 2008 | Любовний менеджмент                            | |
| 2008 | Небезпечно жити на Лейкв'ю                     | з братом Джеффом Данна |
| 2009 | 500 днів літа                                  | |
| 2009 | Chloe                                          | |
| 2009 | Імаджинаріум доктора Парнаса                   | з братом Джеффом Данна |
| 2009 | Дружина мандрівника в часі                     | |
| 2011 | Камелот                                        | TV series з братом Джеффом Данна |
| 2011 | Людина, яка змінила все                        | |
| 2012 | Життя Пі                                       | Премія «Оскар» за найкращу музику до фільму Премія «Золотий глобус» за найкращу музику до фільму Номінація — Премія «Оскар» за найкращу пісню до фільму («Pi's Lullaby») |
| 2013 | Вузол диявола                                  | |
| 2014 | Перевага                                       | |
| 2014 | The Captive                                    | |
| 2014 | Tyrant                                         | телесеріал з братом Джефф Данна |
| 2015 | Команда Санджея                                | короткометражний |
| 2015 | Remember                                       | |
| 2015 | Добрий динозавр                                | з братом Джефф Данна |
| 2016 | Лелеки                                         | з братом Джефф Данна |
| 2016 | Біллі Лінн: Довга перерва посеред бою          | з братом Джефф Данна |
| 2016 | Прихована краса                                | |
| 2017 | Хлібодавець                                    | з братом Джефф Данна |
| 2017 | The Man Who Invented Christmas                 | |
| 2018 | За статевою ознакою                            | |
| 2019 | Шлях додому                                    | |
| 2019 | The Red Sea Diving Resort                      | |
| 2019 | Після весілля                                  | |
| 2019 | Guest of Honour                                | |
| 2019 | Родина Адамсів                                 | з братом Джеффом Данна |
| 2020 | Уперед                                         | з братом Джеффом Данна |
| 2021 | Тихий вир                                      | |